# 雅絲明·華沙美
雅絲明·華沙美（Yasmin Warsame，1976年5月17日—）為索馬利亞人，在十多歲時移居至加拿大，在二十多歲時才正式開始模特兒事業。雖然她比同期新人年長，但她憑著出眾的外型而發展得相當不俗。她曾為Chanel、Dolce & Gabbana、H&M、Revlon等著名品牌拍攝廣告。在2007年更為加拿大超級名模生死鬥擔任評判。